# Summer (canción de Calvin Harris)
«Summer» —en español: «Verano»— es una canción interpretada y producida por el disc-jockey británico Calvin Harris. Fue lanzado el 14 de marzo de 2014 como el sencillo adelanto de su cuarto álbum de estudio, Motion. En el Reino Unido, fue lanzado el 27 de abril de 2014 logrando el número uno en la lista de sencillos, convirtiéndose de esta manera en su sexto sencillo en obtener la máxima posición. También lideró las listas de Irlanda, Finlandia y los Países Bajos e ingresó en el top 10 de Alemania, Australia, España, Canadá, los países escandinavos y en el Billboard Hot 100 de los Estados Unidos. La canción estuvo nominada al Mejor sencillo británico y Video del año de un artista británico en la ceremonia de 2015 de los Premios Brit.
El 11 de marzo de 2014, Harris publicó un video con quince segundos de la canción en Instagram hasta el 14 de marzo, fecha que tuvo su lanzamiento digital en algunas regiones e hizo su estreno en la radio Capital FM.

## Video musical
Fue dirigido por Emil Nava y rodado en el zona desértica de Lancaster, California. En él muestra a Harris compitiendo en una carrera de autos con el actor Jason Statham, para luego terminar el día en una piscina llena de hermosas modelos tales como: Krislian Rodriguez, Jessica DiGirolamo o Florencia Doucet  en un ambiente muy festivo. el clip fue nominado a un premio MTV Video Music Award 2014 en la categoría MTV Clubland Award.
Llegó a constar con más de 1000 millones de reproducciones en YouTube.
En 2022, se le hicieron muchos memes a la canción en internet con la transcripción «Wenomechainsama».

## Lista de canciones
| Descarga digital |          |          |  |
| N.º              | Título   | Duración |  |
| 1.               | «Summer» | 3:44     |  |

| Descarga digital (Remixes) |                                      |          |  |
| N.º                        | Título                               | Duración |  |
| 1.                         | «Summer» (Versión extendida)         | 4:56     |  |
| 2.                         | «Summer» (Diplo & Grandtheft Remix)  | 4:27     |  |
| 3.                         | «Summer» (R3hab & Ummet Ozcan Remix) | 4:40     |  |
| 4.                         | «Summer» (Twoloud Remix)             | 5:22     |  |

## Posicionamiento en listas y certificaciones
| Lista (2014)                              | Mejor posición |
| ----------------------------------------- | -------------- |
| Alemania (Offizielle Deutsche Charts)     | 3              |
| Australia (ARIA)                          | 4              |
| Austria (Ö3 Austria Top 40)               | 2              |
| Bélgica (Flandes) (Ultratop 50)           | 5              |
| Bélgica (Valonia) (Ultratop 50)           | 3              |
| Brasil (Hot 100 Airplay)                  | 36             |
| Canadá (Canadian Hot 100)                 | 3              |
| Colombia (National Report Top Anglo)      | 1              |
| Dinamarca (Tracklisten)                   | 20             |
| Escocia (Scottish Singles Top 40)         | 1              |
| Eslovaquia (Singles Digital Top 100)      | 1              |
| España (Top 100 Canciones)                | 7              |
| España (Los 40 Principales)               | 1              |
| Estados Unidos (Billboard Hot 100)        | 7              |
| Estados Unidos (Pop Songs)                | 3              |
| Estados Unidos (Hot Dance Club Songs)     | 5              |
| Estados Unidos (Dance/Electronic Songs)   | 1              |
| Estados Unidos (Adult Pop Songs)          | 11             |
| Estados Unidos (Adult Contemporary)       | 23             |
| Euro Digital Songs                        | 2              |
| Finlandia (OFC)                           | 1              |
| Francia (SNEP)                            | 15             |
| Grecia (Greece Digital Songs)             | 3              |
| Hungría (Single Top 20)                   | 2              |
| Irlanda (IRMA)                            | 1              |
| Italia (FIMI)                             | 3              |
| Japón (Japan Hot 100)                     | 42             |
| México (Billboard Mexican Airplay)        | 2              |
| México (Billboard Inglés Airplay)         | 3              |
| Noruega (VG-lista)                        | 2              |
| Nueva Zelanda (Recorded Music NZ)         | 19             |
| Países Bajos (Dutch Top 40)               | 1              |
| Polonia (Polish Airplay Top 20)           | 5              |
| Portugal (Portugal Digital Songs)         | 2              |
| Reino Unido (UK Singles Chart)            | 1              |
| Reino Unido (UK Dance Chart)              | 1              |
| República Checa (Singles Digital Top 100) | 1              |
| Suecia (Sverigetopplistan)                | 4              |
| Suiza (Schweizer Hitparade)               | 3              |

| País           | Lista (2014)                     | Posición | Ref.   |
| -------------- | -------------------------------- | -------- | ------ |
| Alemania       | Media Control Charts             | 17       | [ 49 ] |
| Australia      | ARIA Singles Chart               | 45       | [ 50 ] |
| Austria        | Austrian Singles Chart           | 11       | [ 51 ] |
| Bélgica        | Ultratop flamenca                | 15       | [ 52 ] |
| Bélgica        | Ultratop valona                  | 16       | [ 53 ] |
| Canadá         | Canadian Hot 100                 | 15       | [ 54 ] |
| Dinamarca      | Tracklisten                      | 20       | [ 55 ] |
| España         | PROMUSICAE                       | 27       | [ 56 ] |
| Estados Unidos | Billboard Hot 100                | 33       | [ 57 ] |
| Estados Unidos | Billboard Pop Songs              | 25       | [ 58 ] |
| Estados Unidos | Billboard Dance Club Songs       | 45       | [ 59 ] |
| Estados Unidos | Billboard Dance/Electronic Songs | 3        | [ 60 ] |
| Países Bajos   | Nederlandse Top 40               | 3        | [ 61 ] |
| Reino Unido    | The Official Charts Company      | 19       | [ 62 ] |
| Suecia         | Sverigetopplistan                | 9        | [ 63 ] |
| Suiza          | Schweizer Hitparade              | 13       | [ 64 ] |

### Certificaciones
| País           | Organismo certificador | Certificación  | Simbolización | Ventas  | Ref.   |
| -------------- | ---------------------- | -------------- | ------------- | ------- | ------ |
| Alemania       | BVMI                   | Platino        | ▲             | 300 000 | [ 65 ] |
| Australia      | ARIA                   | 2× Platino     | 2▲            | 140 000 | [ 66 ] |
| Austria        | IFPI Austria           | Oro            | ●             | 15 000  | [ 67 ] |
| Bélgica        | BEA                    | Oro            | ●             | 15 000  | [ 68 ] |
| Canadá         | Music Canada           | 3× Platino     | 3▲            | 240 000 | [ 69 ] |
| Dinamarca      | IFPI Dinamarca         | 2× Platino     | 2▲            | 60 000  | [ 70 ] |
| Estados Unidos | RIAA                   | 3× Platino     | 3▲            | 3 000   | [ 71 ] |
| Italia         | FIMI                   | 3× Platino     | 3▲            | 150 000 | [ 72 ] |
| México         | AMPROFON               | Diamante + Oro |               | 330,000 | [ 73 ] |
| Noruega        | IFPI Noruega           | 5× Platino     | 5▲            | 50 000  | [ 74 ] |
| Nueva Zelanda  | RMNZ                   | Oro            | ●             | 7 500   | [ 75 ] |
| Reino Unido    | BPI                    | Platino        | ▲             | 600 000 | [ 76 ] |
| Suecia         | IFPI Suecia            | 3× Platino     | 3▲            | 120 000 | [ 77 ] |
| Suiza          | IFPI (Suiza)           | Platino        | ▲             | 30 000  | [ 78 ] |

## Sucesión en listas
| Anterior: «Rather Be» de Clean Bandit con Jess Glynne | The Official Finnish Charts — Sencillo Nro 1 16.ª semana de 2014 — 18.ª semana de 2014 | Siguiente: «Bad» de David Guetta y Showtek con Vassy |
| Anterior: «All of Me» de John Legend                  | Irish Singles Chart — Sencillo Nro 1 1 de mayo de 2014 — 7 de mayo de 2014             | Siguiente: «All of Me» de John Legend                |
| Anterior: «Waves» (Robin Schulz Remix) de Mr. Probz   | UK Singles Chart — Sencillo Nro 1 4 de mayo de 2014 — 10 de mayo de 2014               | Siguiente: Waves» (Robin Schulz Remix) de Mr. Probz  |
| Anterior: «Rather Be» de Clean Bandit con Jess Glynne | Dutch Top 40 — Sencillo Nro 1 24 de mayo de 2014 — 6 de junio de 2014                  | Siguiente: «Am I Wrong» de Nico & Vinz               |